# Маршановка (Башкортостан)
Маршановка (баш. Маршановка) — деревня в Стерлитамакском районе Республики Башкортостан Российской Федерации. Входит в состав Рязановского сельсовета. 

## География

### Географическое положение
Расстояние до:
- районного центра (Стерлитамак): 16 км,
- центра сельсовета (Рязановка): 4 км,
- ближайшей ж/д станции (Стерлитамак): 16 км.

## История
Деревня в 1870 году была ещё не известна, но уже в начале XX века она показана с 29 дворами и 200 жителями. Все они вышли из Моршанского уезда Тамбовской губернии. Другое название деревни: Ковалевка. Количество дворов и жителей к 1920 году почти не изменилось.

## Население
| 2002 | 2009 | 2010 |
| ---- | ---- | ---- |
| 42   | ↗76  | ↗83  |

Национальный состав
Согласно переписи 2002 года, преобладающая национальность — русские (98 %).